# Лесозаводская (остановочный пункт)
Лесозаводская — остановочный пункт / пассажирская платформа Ижевского региона Горьковской железной дороги в Ленинском районе города Ижевска. Открыт в 2021 году.

## История
Пожелания об открытии остановки пригородных поездов в этом районе города высказывались ижевчанами ещё с 2015 года. Решение о строительстве платформы в итоге было принято в марте 2021 года во время рабочей встречи генерального директора ОАО «РЖД» Олега Белозёрова и главы Удмуртии Александра Бречалова. Платформа была построена за 38 дней и открыта 22 ноября 2021 года. В церемонии открытия приняли участие начальник Горьковской железной дороги Сергей Дорофеевский и премьер-министр Удмуртии Ярослав Семёнов. Стоимость новой платформы составила 35,8 млн рублей. Предполагается, что новая остановка улучшит транспортную доступность микрорайонов Заречной части Ижевска.

## Описание
Остановочный пункт расположен на однопутном перегоне Заводская — Ижевск, рядом с переездом на улице Лесозаводская. Состоит из одной боковой платформы.
Платформа имеет антискользящее покрытие. На ней установлены скамейки, навес, пандусы и ограждение. Остановочный пункт оборудован системой освещения и навигационными указателями. Пешеходные подходы к платформе заасфальтированы.

## Движение поездов
Все пригородные железнодорожные перевозки по остановочному пункту осуществляются пригородной пассажирской компанией «Содружество». По состоянию на 2024 год, на остановочном пункте останавливаются пригородные поезда, следующие из Ижевска до станций Балезино, Глазов, Ува I, Кузьма и обратно.
Время движения от станции Ижевск — 9 минут.
Поезда дальнего следования проходят остановочный пункт Лесозаводская без остановки.